# Gas Jeans
GAS è un marchio di abbigliamento, calzature e accessori per uomo, donna e bambino registrato nel 1984 dalla società familiare Grotto S.p.A. fondata nei primi anni settanta a Chiuppano (ai piedi dell'altopiano di Asiago, in provincia di Vicenza) da Claudio Grotto.

## Storia
Grotto prese in mano la gestione della merceria di famiglia e inizia a vendere un noto brand di jeans. Nei primi anni '70 avvia il suo primo laboratorio artigianale e in pochi anni dà vita ad un'azienda nella quale si svolgono tutte le fasi del processo produttivo.
Nel 1984 avviene il lancio della prima collezione GAS.
Il logo GAS (un doppio arcobaleno) ha origine da un'esperienza personale del fondatore durante un viaggio in Sudafrica, a Città del Capo.
L'azienda ha al suo interno un vero e proprio centro di ricerca e sviluppo, l'Artisanal Room che ha brevettato il Research Denim 001, il primo denim al mondo completamente termosaldato protetto dal brevetto europeo NR. 2012608, il Reverse Denim, i jeans completamente reversibili, il Double Rainbow, una serie di giacche e accessori in leggerissima piuma iniettata, stampati in digitale a capo finito e il Jegging Sumatra, nato dal mix di 2 capi, il legging e il jeans 5 tasche.
Dal 1998 al 2016 GAS è stato tra gli sponsor principali del team Repsol Honda per il Campionato del Mondo MotoGP.
Il 24 giugno 2019 la società ha fatto richiesta di ammissione alla procedura di concordato. Il 12 ottobre 2021 Dea Capital si è astenuto dal votare il concordato. Il 6 maggio 2022 la società viene acquisita da Gas Milano 1984 S.p.A.